# 365 (tal)
365 är det naturliga talet som följer 364 och som följs av 366.

## Inom vetenskapen
- 365 Corduba, en asteroid.

## Inom matematiken
- 365 är ett udda tal
- 365 är ett sammansatt tal
- 365 är ett defekt tal
- 365 är ett centrerat kvadrattal